# Linklaters
Linklaters est un cabinet d'avocats d'affaires international. Il fait partie du Magic Circle, qui regroupe les 5 plus importants cabinets d'avocats britanniques. Son siège est basé à Londres dans le quartier de la City. 
Les classements des cabinets d'avocats d'affaires le positionnent comme faisant partie des meilleures références mondiales en matière de conseil aux entreprises. De manière générale, le cabinet est toujours classé parmi les premiers du monde.

## Description
Le cabinet est présent sur les principales places européennes, américaines et asiatiques, avec 31 bureaux dans 21 pays :  
Abou Dabi, Amsterdam, Anvers, Bangkok, Berlin, Bruxelles, Dubaï, Dublin, Düsseldorf, Francfort, Hambourg, Hong Kong, Lisbonne, Londres, Luxembourg, Madrid, Milan, Munich, New York, Paris, Pékin, Riyad, Rome, São Paulo, Séoul, Shanghaï, Singapour, Stockholm, Tokyo, Varsovie, Washington, D.C.

## Présentation
Linklaters est considéré comme un des cabinets les plus prestigieux au monde notamment en matière de Financement, Fusions-Acquisitions, Contentieux & Arbitrage international, Concurrence & Antitrust ou encore Restructuration. 
Au niveau mondial, Linklaters regroupe environ 3 120 avocats qualifiés dont 545 associés, et couvre de nombreux secteurs dont notamment : 
• Assurance 
• Banques
• Capital Investissements et Sponsors financiers
• Chimie
• Consommation
• Énergie et Ressources Naturelles
• Gestion d’Actifs
• Immobilier et Loisirs
• Industries
• Infrastructure
• Mines
• Mobilité
• Santé
• Sport
• Technologie
• Télécommunications

## Le bureau de Paris
Ouvert en 1973, le bureau de Linklaters à Paris compte aujourd’hui plus de 180 avocats, dont 36 associés. Ils travaillent en étroite collaboration avec les bureaux étrangers de Linklaters. Ses avocats spécialisés en droit français, anglais ou américain, agissent aussi bien dans l’intérêt de grandes entreprises françaises que d’acteurs internationaux de premier plan. 
Le bureau de Linklaters Paris est situé 25 rue de Marignan dans le 8ème arrondissement de Paris. La Managing Partner est Françoise Maigrot depuis le 1er janvier 2023.
Linklaters Paris fournit des conseils juridiques et fiscaux dans l’ensemble des domaines clés du droit des affaires :
·       Antitrust et Investissements étrangers
·       Contentieux, Arbitrage et Investigations
·       Corporate / M&A
·       Droit bancaire
·       Droit public
·       Droit social
·       Energie & Infrastructure
·       Financements structurés
·       Fiscalité
·       Immobilier
·       Marchés de capitaux
·       Private Equity
·       Propriété intellectuelle et Technologies
·       Médias et Télécommunications (TMT)
·       Réglementation bancaire et financière
·       Restructurations et entreprises en difficulté
En 2023, le bureau de Paris a célèbré son 50ème anniversaire  en dévoilant notamment une série de six vidéos qui témoignent des spécificités, des engagements et des valeurs du cabinet.

## La Fondation d'entreprise Linklaters

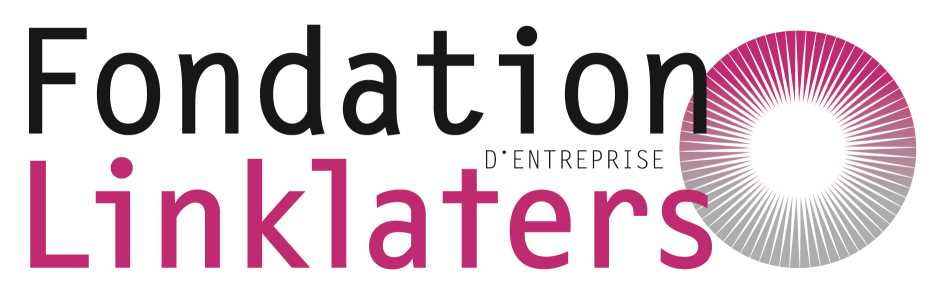

En novembre 2015, au cours d'une soirée au Musée de l'Homme à Paris, Linklaters a annoncé le lancement de sa fondation d'entreprise. Il s'agit d'une première en France pour un cabinet d'avocats.  
L'engagement de la Fondation d'entreprise Linklaters [archive] est structurée autour de deux axes principaux : la pédagogie solidaire, dédiée aux projets tournant autour de l’éducation, l’aide à l’insertion ou la réinsertion dans l’emploi et l’accompagnement vers l’entrepreneuriat, et le mécénat culturel, comprenant le soutien à des institutions dans le cadre d’expositions d’art contemporain, ou encore la constitution amorcée depuis 2010 d’une collection de photos contemporaines exposées dans les locaux parisiens de Linklaters.
Initié depuis 2012, Linklaters Paris maintient une politique de mécénat artistique et un engagement culturel avec le soutien à la rétrospective Helmut Newton au Grand Palais (Réunion des Musées Nationaux - Grand Palais). Poursuivie en 2013 lors de l’exposition Keith Haring au Musée d’Art Moderne, puis en 2014-2015 avec la rétrospective dédiée à Niki de Saint Phalle au Grand Palais, le cabinet a également été le parrain des exposition Hergé en 2016 au Grand Palais, de la rétrospective David Hockney en 2017 au Centre Pompidou mais aussi de l’exposition consacrée à Picasso en 2018 au Musée d'Orsay.
En 2023, Linklaters Paris a annoncé son partenariat avec le Musée d'Art Moderne de Paris dans le cadre de l’exposition consacrée à Nicolas de Staël qui a lieu du 15 septembre 2023 au 21 janvier 2024.